# Kabinett Couve de Murville
Das Kabinett Couve de Murville wurde am 10. Juli 1968 von Premierminister Maurice Couve de Murville von Union des Démocrates pour la Ve République (UDR) gebildet und löste das bisherige Kabinett Pompidou IV von Premierminister Georges Pompidou ab. Am 11. Juli 1968 erfolgte die offizielle Übergabe der Regierungsgeschäfte, am 13. Juli 1968 die offizielle Vorstellung des Kabinetts vor Präsident Charles de Gaulle. Die Regierung blieb bis zum 20. Juni 1969 im Amt und wurde dann von dem durch Jacques Chaban-Delmas gebildeten Kabinett Chaban-Delmas abgelöst.

## Minister

### Minister
Dem Kabinett gehörten folgende Minister an:
| Amt                                                        | Name                                                 | Lebensdaten |
| ---------------------------------------------------------- | ---------------------------------------------------- | ----------- |
| Premierminister                                            | Maurice Couve de Murville                            | 1907–1999   |
| Außenminister                                              | Michel Debré                                         | 1912–1996   |
| Minister für die Streitkräfte                              | Pierre Messmer                                       | 1916–2007   |
| Innenminister                                              | Raymond Marcellin                                    | 1914–2004   |
| Minister für Finanzen und Wirtschaft                       | François-Xavier Ortoli                               | 1925–2007   |
| Industrieminister                                          | André Bettencourt                                    | 1919–2007   |
| Minister für Arbeit, Beschäftigung und Bevölkerung         | Joseph Fontanet                                      | 1921–1980   |
| Justizminister, Siegelbewahrer                             | René Capitant                                        | 1901–1970   |
| Justizminister, Siegelbewahrer                             | 28. April 1969 Jean-Marcel Jeanneney (kommissarisch) | 1910–2010   |
| Minister für nationale Bildung                             | Edgar Faure                                          | 1908–1988   |
| Minister für Veteranen und Kriegsopfer                     | Henri Duvillard                                      | 1910–2001   |
| Staatsminister, Kulturminister                             | André Malraux                                        | 1901–1976   |
| Landwirtschaftsminister                                    | Robert Boulin                                        | 1920–1979   |
| Minister für Ausrüstung und Wohnungsbau                    | Albin Chalandon                                      | 1920–2020   |
| Transportminister                                          | Jean Chamant                                         | 1913–2010   |
| Staatsminister, Minister für die Beziehungen zum Parlament | Roger Frey                                           | 1913–1997   |
| Minister für öffentliche Gesundheit und Bevölkerung        | Raymond Marcellin                                    | s. o.       |
| Minister für Post und Telekommunikation                    | Yves Guéna                                           | 1922–2016   |
| Staatsminister, Sozialminister                             | Maurice Schumann                                     | 1911–1998   |
| Staatsminister                                             | Jean-Marcel Jeanneney                                | s. o.       |

### Beigeordnete Minister und Staatssekretäre
Dem Kabinett gehören ferner folgende Beigeordnete Minister und Staatssekretäre an:
| Amt | Name                     |
| --- | ------------------------ |
| Beigeordneter Minister beim Premierminister für Planung und Raumordnung                                  | Olivier Guichard         |
| Beigeordneter Minister beim Premierminister für wissenschaftliche Forschung und Atom- und Weltraumfragen | Robert Galley            |
| Staatssekretär beim Premierminister für Information                                                      | Joël Le Theule           |
| Staatssekretär beim Premierminister für den öffentlichen Dienst                                          | Philippe Malaud          |
| Staatssekretär beim Premierminister für Jugend und Sport                                                 | Joseph Comiti            |
| Staatssekretär beim Premierminister für die Übersee- départements und Überseeterritorien                 | Michel Inchauspé         |
| Staatssekretärin im Sozialministerium                                                                    | Marie-Madeleine Dienesch |
| Staatssekretär im Sozialministerium                                                                      | Pierre Dumas             |
| Staatssekretär im Außenministerium                                                                       | Yvon Bourges             |
| Staatssekretär im Außenministerium                                                                       | Jean de Lipkowski        |
| Staatssekretär im Innenministerium                                                                       | André Bord               |
| Staatssekretär im Wirtschafts- und Finanzministerium                                                     | Jacques Chirac           |
| Staatssekretär im Ministerium für nationale Bildung                                                      | Jacques Trorial          |
| Staatssekretär im Ministerium für Ausrüstung und Wohnungsbau                                             | Philippe Dechartre       |